# Лаврова-Берг, Марина Давыдовна
Мари́на Давы́довна Лавро́ва-Берг (до замужества Лавро́ва) (1897—1942) — советский астроном, специалист по спектрофотометрии. Работала в Пулковской обсерватории в 1931—1942 годах.

## Биография
М. Д. Лаврова родилась в Санкт-Петербурге 30 октября (по другим сведениям — 17 мая) 1897 года . Её отец, Давид (Дмитрий) Мелитонович Лавров (09.02.1867, Елец — 1929, Одесса), был доктором медицины (1897), фармакологом и биохимиком, и возглавлял в то время противочумную лабораторию в Кронштадте, а мать, А. А. Лаврова, окончила Парижский университет и преподавала иностранные языки.
В 1903 году семья переехала в Юрьев, где отец был назначен экстраординарным профессором кафедры фармакологии Юрьевского университета (с 1911 года ординарный профессор, в 1918—1922 годах он заведовал кафедрой фармакологии Воронежского университета, затем до конца жизни возглавлял кафедру фармакологии Одесского медицинского института). Окончив в 1914 году гимназию в этом городе, Лаврова поступила на физико-математическом факультет Высших женских курсов (Герье) в Москве, а в 1919 году перешла на физико-математический факультет Воронежского университета, который окончила в 1921 году, успешно защитив две работы по теоретической физике. Параллельно она работала на кафедре физики Воронежского университета в качестве ассистентки профессора А. А. Добиаша, а в 1920—1924 преподавала физику в школе.
В Воронеже Лаврова вышла замуж за астронома В. Р. Берга, которого в 1925 году пригласили на работу в Пулковскую обсерваторию. В следующем году Лаврова-Берг переехала к мужу в Пулково и поступила в аспирантуру Пулковской обсерватории — её руководителем стал А. А. Белопольский. Осенью 1930 года она успешно защитила диссертацию «Orbit of β Aurigae from observations in Pulkovo 1913—1925». В дальнейшем, с 1 августа 1931 года и до конца своей жизни М. Д. Лаврова-Берг работала в астрофизическом отделе Пулковской обсерватории. По совместительству в 1929—1932 годах она состояла в штате Ленинградского отделения по аэрофотосъёмке Института геодезии и картографии.
Научная деятельность Лавровой-Берг в основном была связана с вопросами фотометрии и спектрального анализа, и проходила под руководством и в тесном сотрудничестве с Г. А. Тиховым. Она изучала спектральную отражательную способность различных земных объектов, занималась изучением освещённости и спектральной прозрачности земной атмосферы, проводила наблюдения с помощью большого пулковского («бредихинского») астрографа, собрав большой фотографический материал. Известны также её работы по исследованию избирательного поглощения света в тёмной туманности Цефея.
В 1939 году Лаврова развелась с мужем, взяв старую фамилию.
В августе 1941 года Лаврова вместе с группой пулковских астрономов во главе с Г. А. Тиховым уехала в Алма-Ату для наблюдения полного солнечного затмения 21 сентября 1941 года — для участников эта экспедиция стала одновременно и эвакуацией. Затем небольшая группа Тихова осталась в Алма-Ате, не переехав в Ташкент — основное место эвакуации Пулковской обсерватории. Лаврова, в качестве ассистентки Тихова, продолжала исследование прозрачности земной атмосферы и изучение отражательной способности земных образований.
28 сентября 1942 году в Алма-Ате Марина Давидовна Лаврова покончила жизнь самоубийством.
В честь Лавровой названа малая планета (Марина), открытая Г. Н. Неуйминым 13 сентября 1931 года в Симеизской обсерватории.

## Научные труды
- Berg M. Orbit of β Aurigae from observations in Pulkovo 1913—1925 // Mitteilungen der Nikolai-Hauptsternwarte zu Pulkowo. — 1929. — Т. 11. — С. 359—371.
- Berg M. D. Research of the 15-inch Pulkovo Refractor Lens // Mitteilungen der Nikolai-Hauptsternwarte zu Pulkowo. — 1929. — Т. 11. — С. 299—311.
- Berg M. Dark Nebula in Cepheus // Mitteilungen der Nikolai-Hauptsternwarte zu Pulkowo. — 1935. — Т. 15. — С. B1-B15.